# Ommatobotys aldabralis
Ommatobotys aldabralis là một loài bướm đêm trong họ Crambidae.